# Satsjön
Satsjön är en sjö i Vilhelmina kommun i Lappland och ingår i Ångermanälvens huvudavrinningsområde. Sjön har en area på 1,07 kvadratkilometer och ligger 633 meter över havet. Satsjön ligger i Satsfjället Natura 2000-område. Sjön avvattnas av vattendraget Satsbäcken.

## Delavrinningsområde
Satsjön ingår i det delavrinningsområde (720649-147162) som SMHI kallar för Utloppet av Satsjön. Medelhöjden är 743 meter över havet och ytan är 14,22 kvadratkilometer. Det finns inga avrinningsområden uppströms utan avrinningsområdet är högsta punkten. Satsbäcken som avvattnar avrinningsområdet har biflödesordning 3, vilket innebär att vattnet flödar genom totalt 3 vattendrag innan det når havet efter 358 kilometer. Avrinningsområdet består mestadels av skog (49 procent) och kalfjäll (42 procent). Avrinningsområdet har 1,17 kvadratkilometer vattenytor vilket ger det en sjöprocent på 8,2 procent.